# オハイオ電鉄
オハイオ電鉄（オハイオでんてつ）は、かつてアメリカ合衆国中西部に存在した電鉄会社。1907年、中西部のオハイオ州内の複数の電鉄会社が統合して生まれた。
当時、アメリカ中西部では長距離電車網が整備され、ニューヨーク・セントラル鉄道、ペンシルバニア鉄道といった蒸気運転の旅客鉄道と競合していた。電鉄会社は無数に存在し、お互いに提携して旅客輸送にあたっていたが、オハイオ電鉄はそうした電鉄会社のなかで最も長大な路線網（およそ1,000キロメートル）を所有し、シンシナティ - デイトン - トレドを結ぶ電鉄路線として長大な路線を経営していた。
路線網では最大規模であったが、その経営基盤はあまり強くなかった。比較的高収益が見込まれる大都市での市外電車網や、都市間輸送の不振を補うだけの副業部門を持たなかったため、経営は15年で破綻した。
会社は統合前の状態に再分割され、それらの会社（一部の会社は再統合してシンシナティ・アンド・レイクエリー鉄道となった）は1930年代中頃まで存続した。